# Universidad de Wuhan
La Universidad de Wuhan (WHU; en chino tradicional, 武漢大學; en chino simplificado, 武汉大学; pinyin, Wǔhàn Dàxué; coloquialmente 武大, Pinyin: Wǔdà) está localizada en Wuhan, Hubei, China, y está administrado por el Ministerio de Educación de la República Popular China.
Fue seleccionada tanto para el Proyecto 985 como para el Proyecto 211 como un importante receptor de las financiaciones estatales.
La universidad está situado en la Colina Luojia, con edificios palaciegos mezclando el estilo chino y occidental. Comúnmente se le reconoce como uno de los campus más hermosos de China.

## Historia

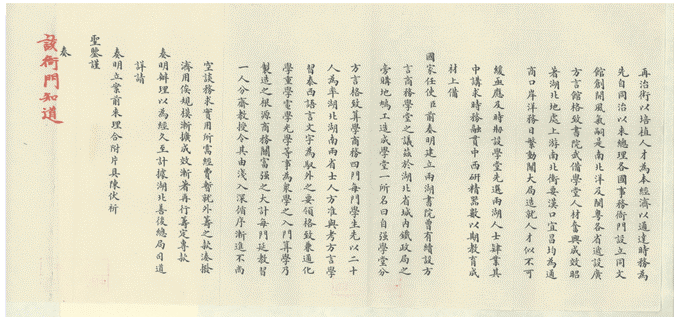
La aprobación del Emperador Guangxu (Dinastía Qing) de la creación del Instituto Ziqiang.

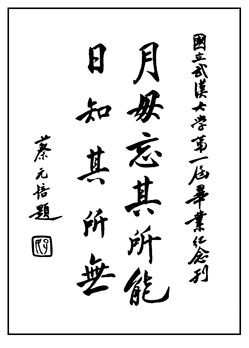
Una caligrafía con la felicitación dada a la primera promoción de graduados de la Universidad Nacional de Wuhan por Cai Yuanpei.

La universidad se remonta al Instituto Ziqiang (chino simplificado: 自强学堂; chino tradicional: 自強學堂; Pinyin: Zìqiáng Xuétáng ), que fue fundada en 1893 por Zhang Zhidong 张之洞, gobernador de las provincias de Hubei y Hunan a finales de la Dinastía Qing.
Más tarde, cambió su nombre varias veces antes de que fuera nombrada la Universidad Nacional de Wuhan, en julio de 1928, y fue parte del primer grupo de universidades nacionales en la China moderna. En febrero de 1929, el jurista Wang Shijie se convirtió en el primer presidente de la Universidad de Wuhan. Durante la Guerra de Resistencia contra el Japón, la Universidad de Wuhan se mudó a Leshan, provincia de Sichuan y volvió a la Colina Luojia después de la guerra.
A finales de 1946, la universidad contaba con seis Facultades: las Facultades de artes liberales, derecho, ciencias, ingeniería, agricultura y Medicina. La Universidad de Wuhan disfrutó de una situación académica muy alta, con Wang Shijie, Wang Xinggong y Zhou Gengsheng como sus sucesivos presidentes.
Un número de estudiosos como Gu Hongming, Zhu Kezhen, Wu Baoliang, Zha Qian, Gui Zhiting, Ye Yage, Li Siguang, Wen Yiduo, Huang Kan, Yu Dafu, Shen Congwen, Zhu Guangqian, Liu Ze, Liu Yongji, Ye Shengtao, Yang Duanliu y Li Jiannong enseña aquí sucesivamente. Según la universidad, en 1948, la Universidad de Oxford escribió una carta oficial del Ministerio de Educación del Gobierno Nacional Chino, que indica que los graduados de artes liberales y ciencias que se graduaron en la Universidad de Wuhan, con notas promedio por encima de 80 podría disfrutar "the senior status of Oxford."

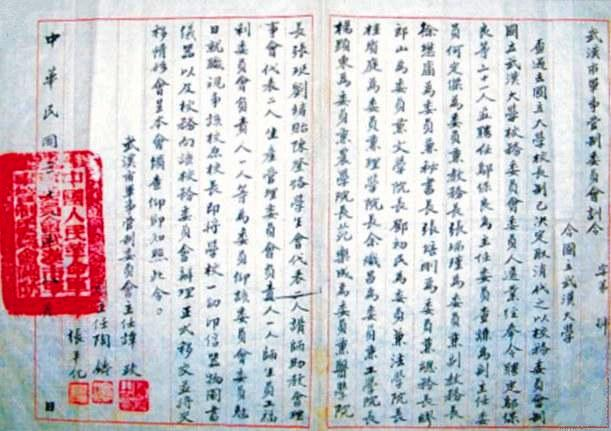
Aviso dado a la Universidad de Wuhan de que se tomará bajo el control de los comunistas.

En 1952, después de una remodelación general de los colegios y servicios de las instituciones de educación superior en todo el país, la Universidad de Wuhan se convirtió en una universidad de artes liberales y las ciencias directamente bajo la administración del Ministerio de Educación Superior. El profesor Li Da, Delegado al Primer Congreso del Partido Comunista Chino y un célebre filósofo, economista y académico de la Academia China de las Ciencias, ocupa el cargo de presidente de la universidad durante 14 años. La Escuela de Medicina de la Universidad de Wuhan y la Escuela de Medicina de la Universidad de Tongji formaron conjuntamente la Facultad de Medicina Tongji del Centro-sur (más adelante Wuhan Medical College), entonces Universidad Médica de Tongji.

## Campus

Mapa del Campus de la Universidad de Wuhan (excluyendo el Campus Médico)

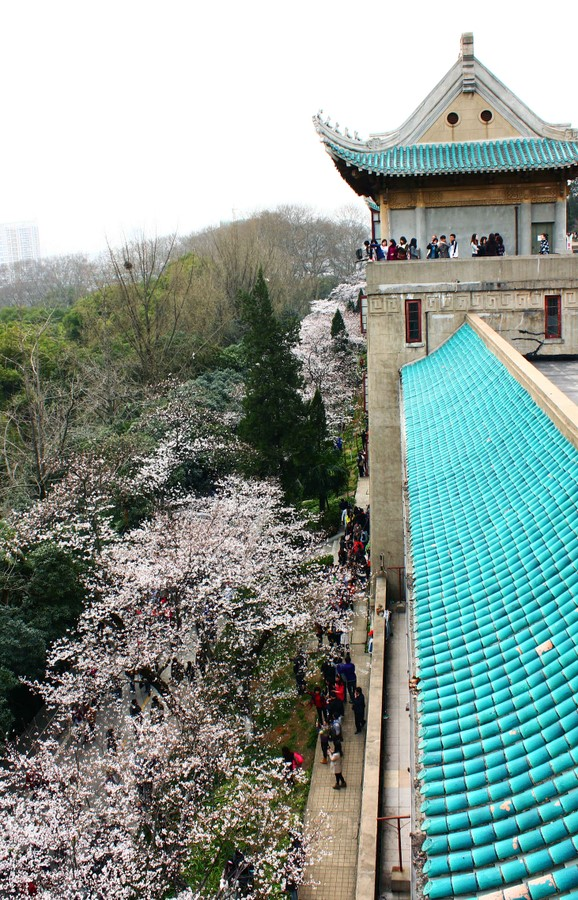
La floración de los cerezos en la Universidad de Wuhan

La universidad ha alcanzado sus rasgos físicos gracias a la pintoresco Colina Luojia y al hermoso Lago del Este. Su campus es muy boscoso y verde, con fragantes flores por todas partes durante todo el año. La Universidad de Wuhan es ampliamente conocida como una de las más bellas universidades en China, sobre todo por su jardín de los cerezos en flor en primavera. Un festival de los cerezos en flor se lleva a cabo cada primavera. La mayoría de los edificios de estilo antiguo fueron diseñados por F. H. Kales (1899–1979). Educado en el MIT, el Sr. Kales fue un pionero en mezclar estilos arquitectónicos occidentales con elementos tradicionales chinos, lo que es más evidente a partir de sus diseños de tejados.
Universidad de Wuhan cuenta con un campus con una superficie de 5508 mu y tiene una superficie de 2,42 kilómetros cuadrados. Las bibliotecas de la universidad tienen una colección de aproximadamente 5,4 millones de volúmenes y suscripciones a más de 10.000 revistas chinas y extranjeras.

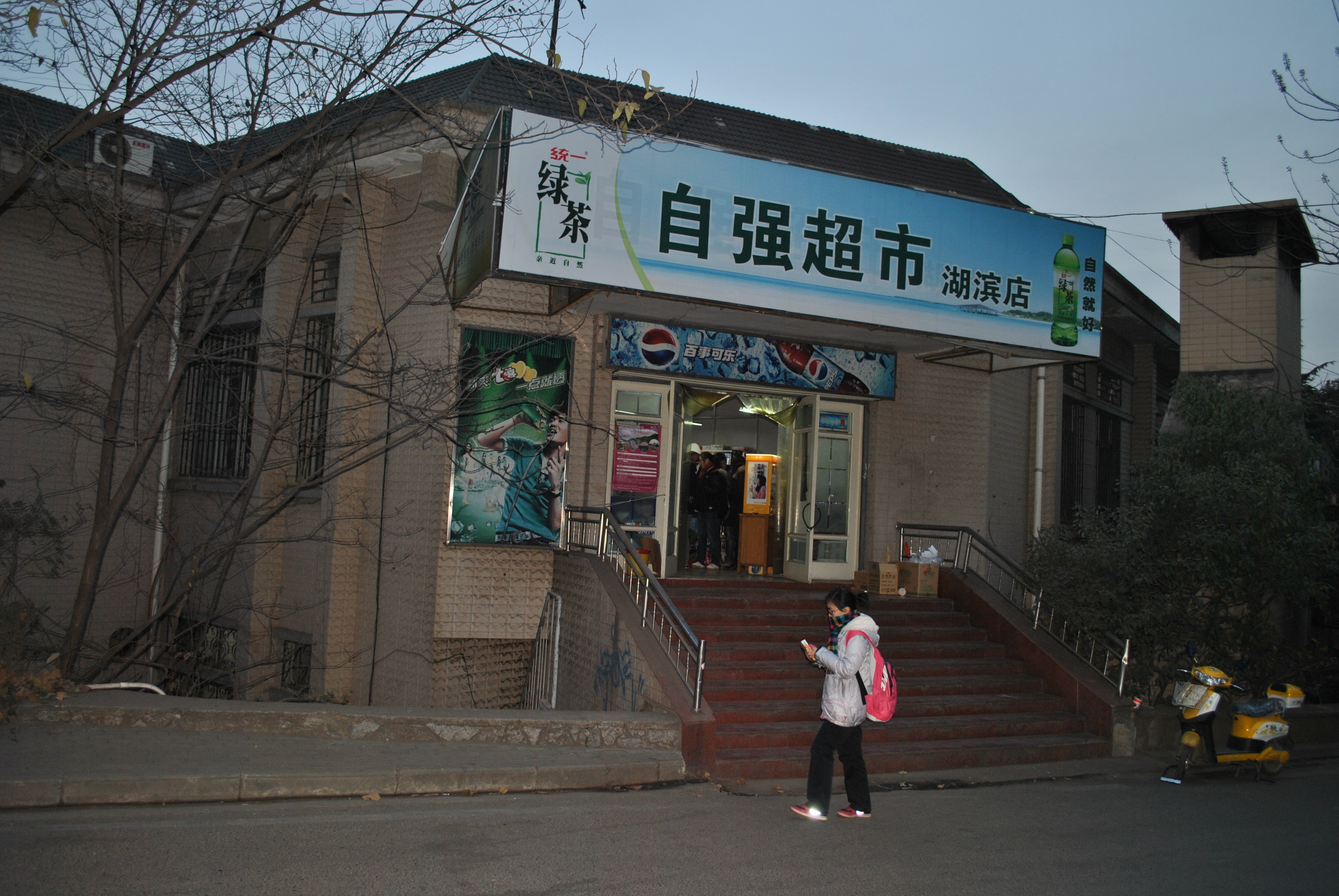
Un supermercado en el campus
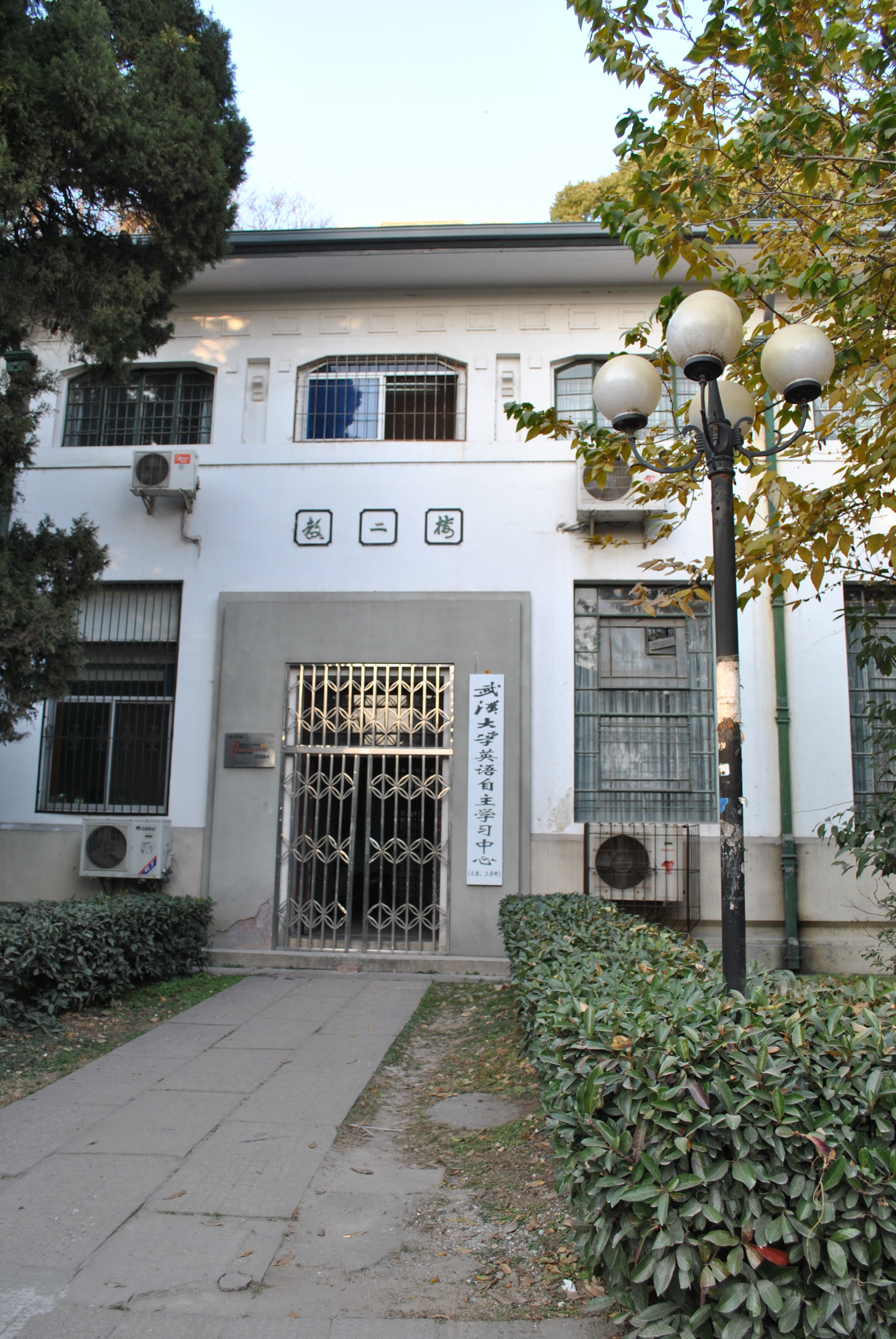
Edificio de la 2ª Aula
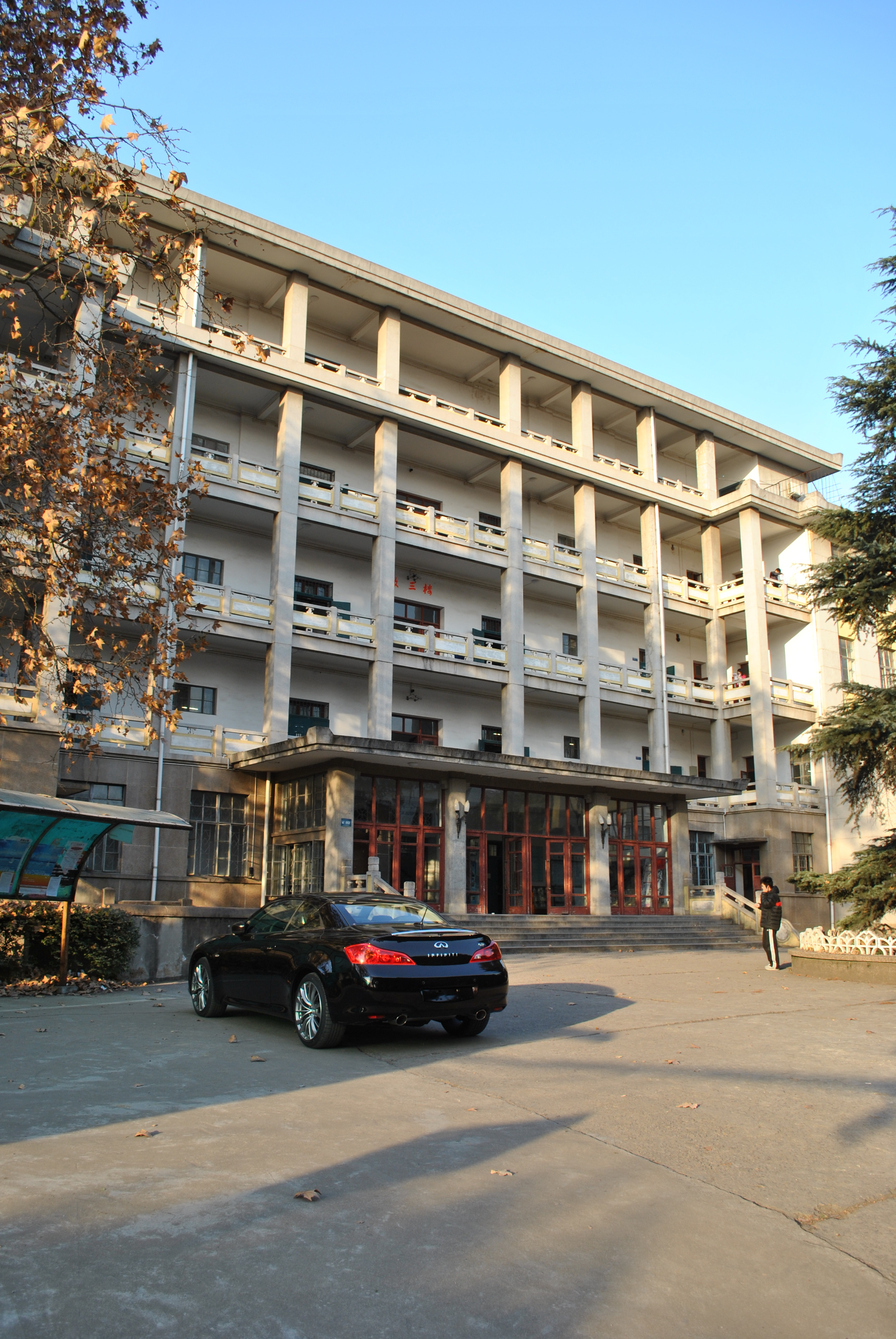
Edificio de la 3ª Aula
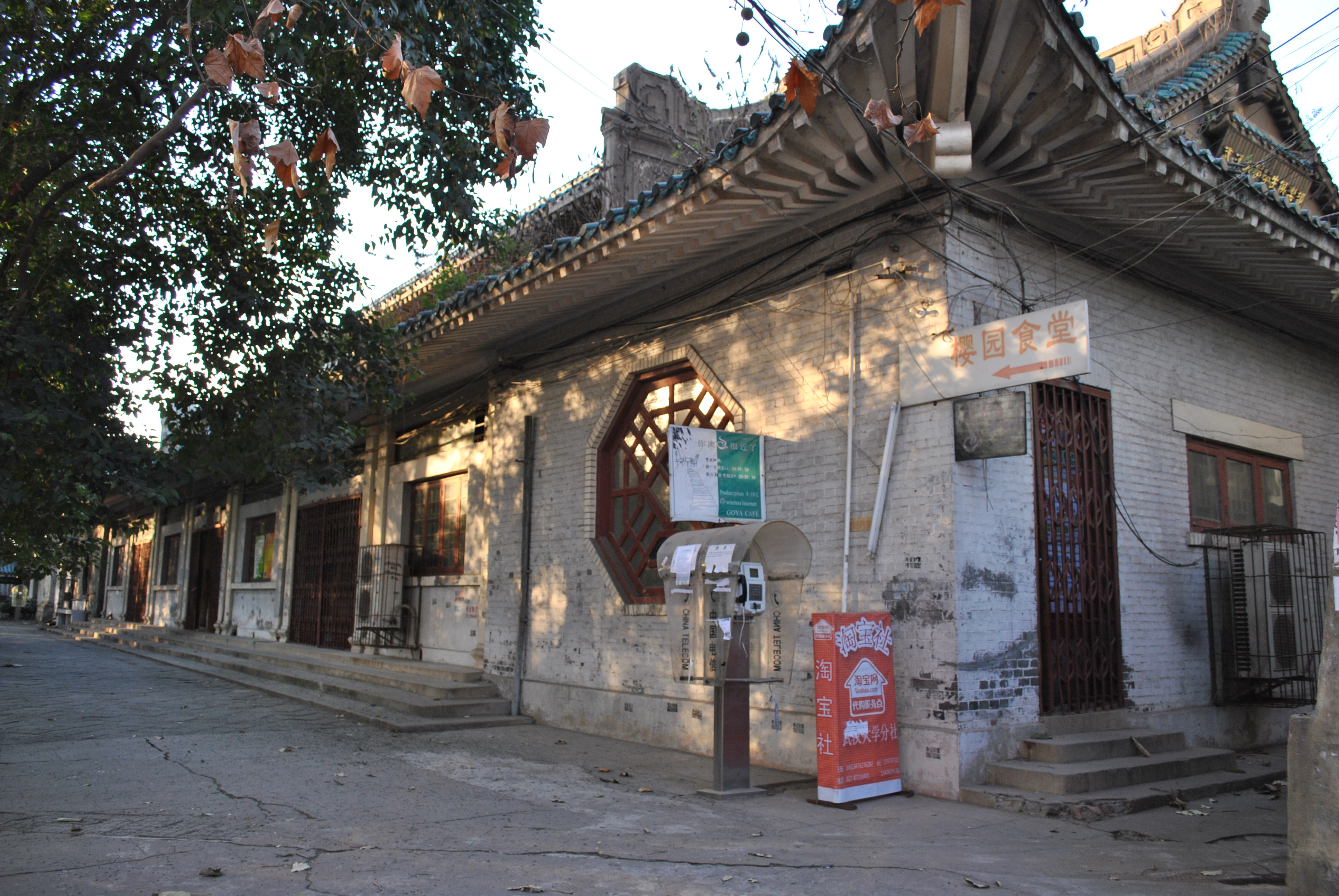
Comedor de Yingyuan
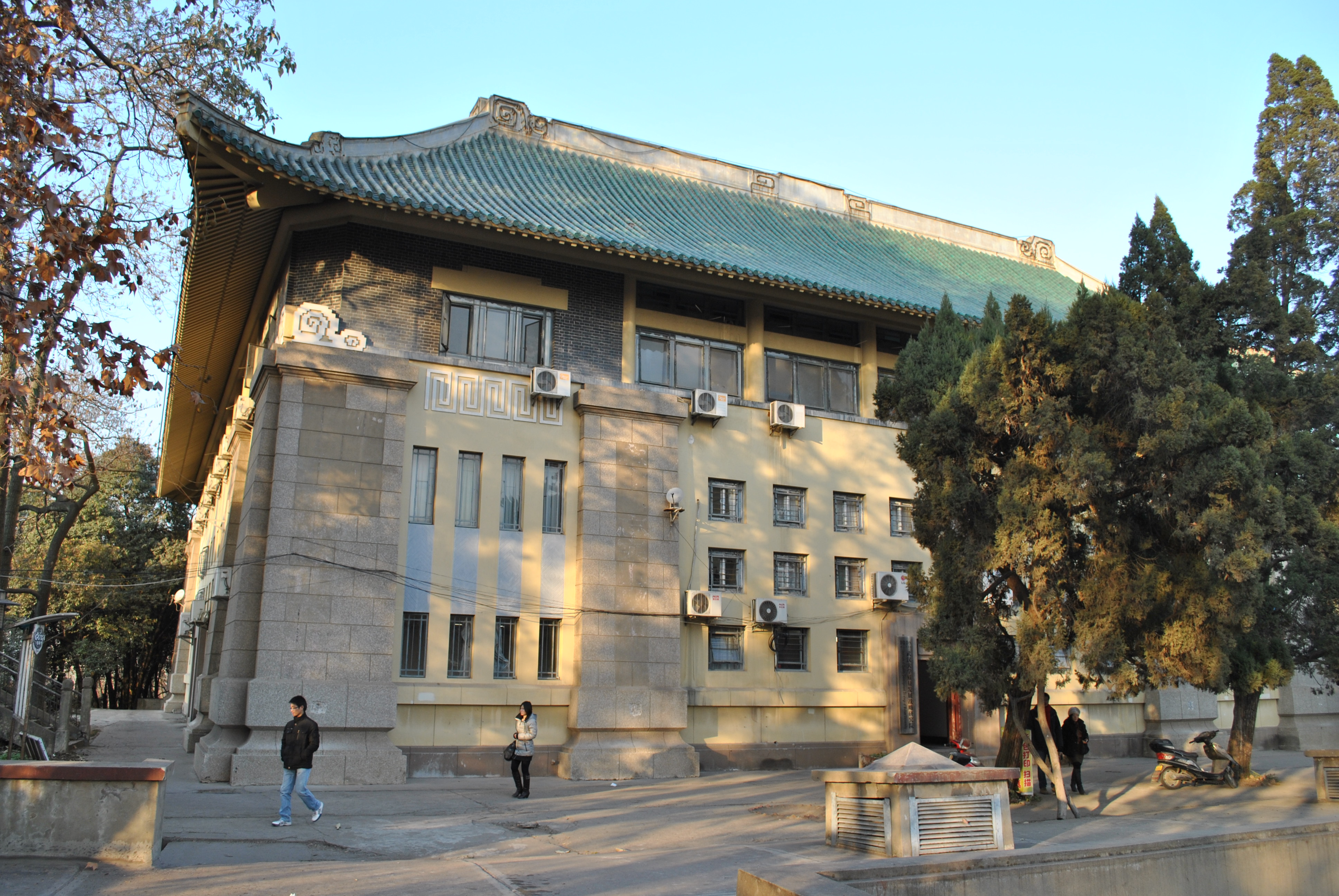
Antiguo edificio de la Facultad de Derecho
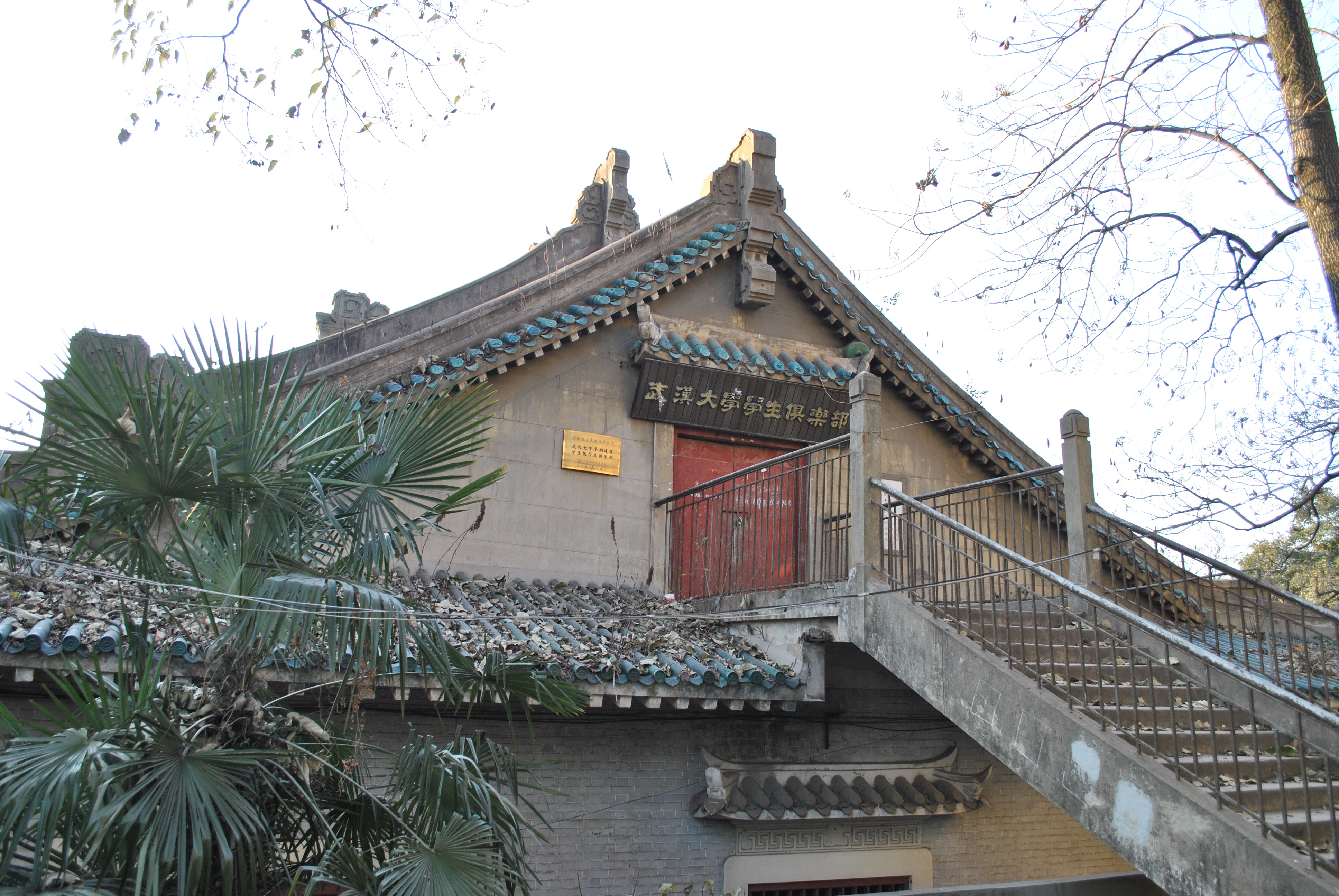
El Club de estudiantes
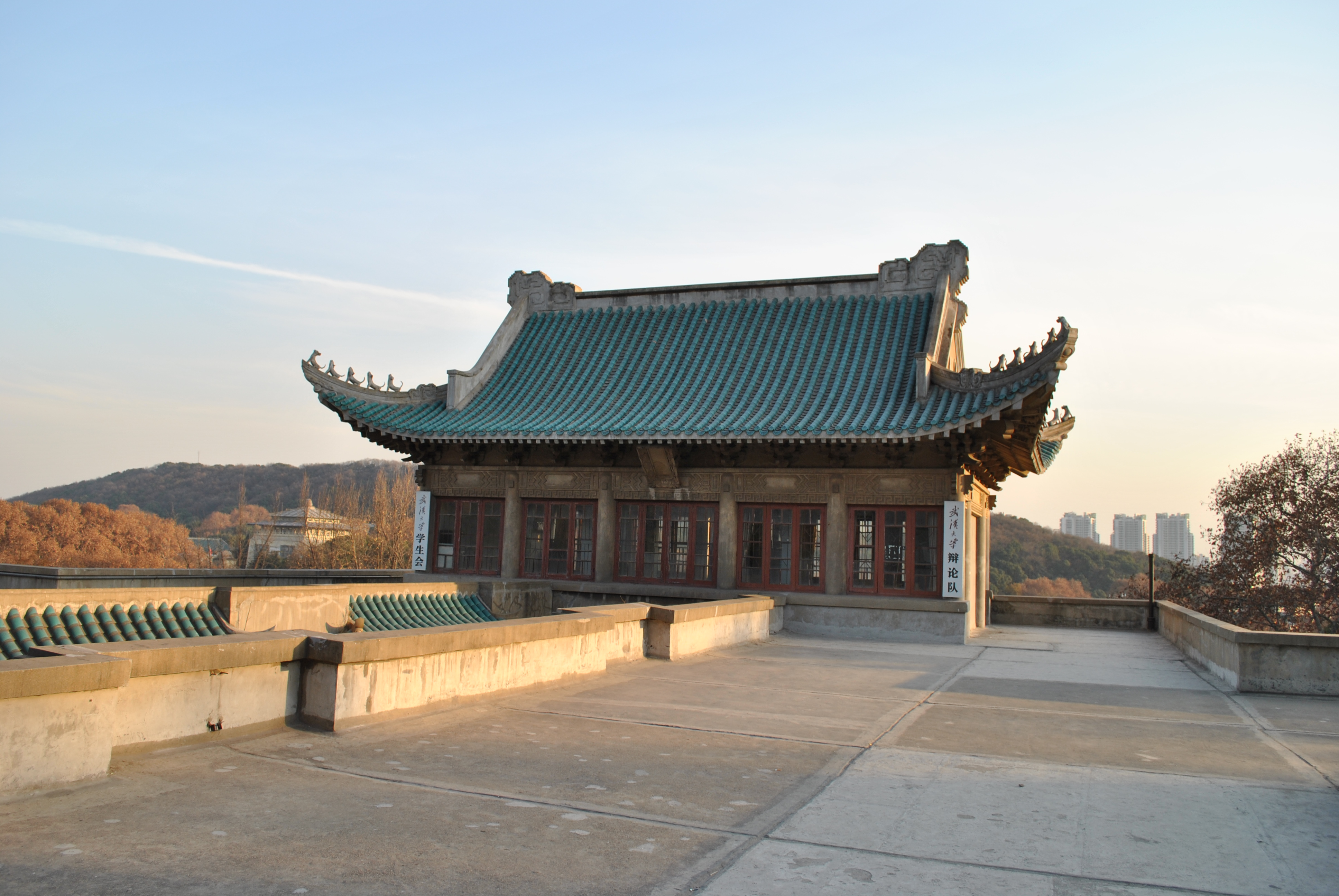
Unión de Estudiantes y Equipo de Debate
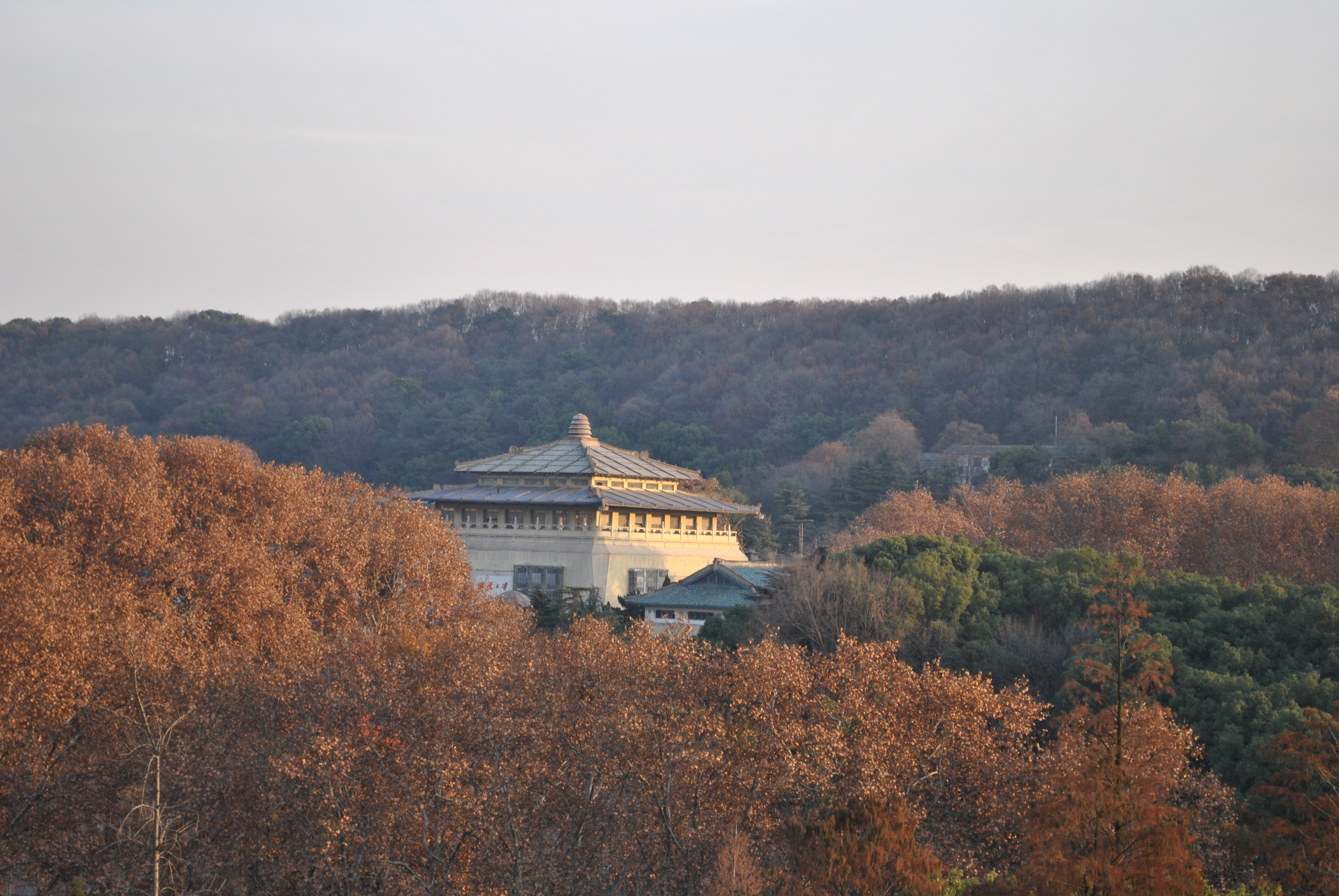
Colina Luojia (Luojiashan)
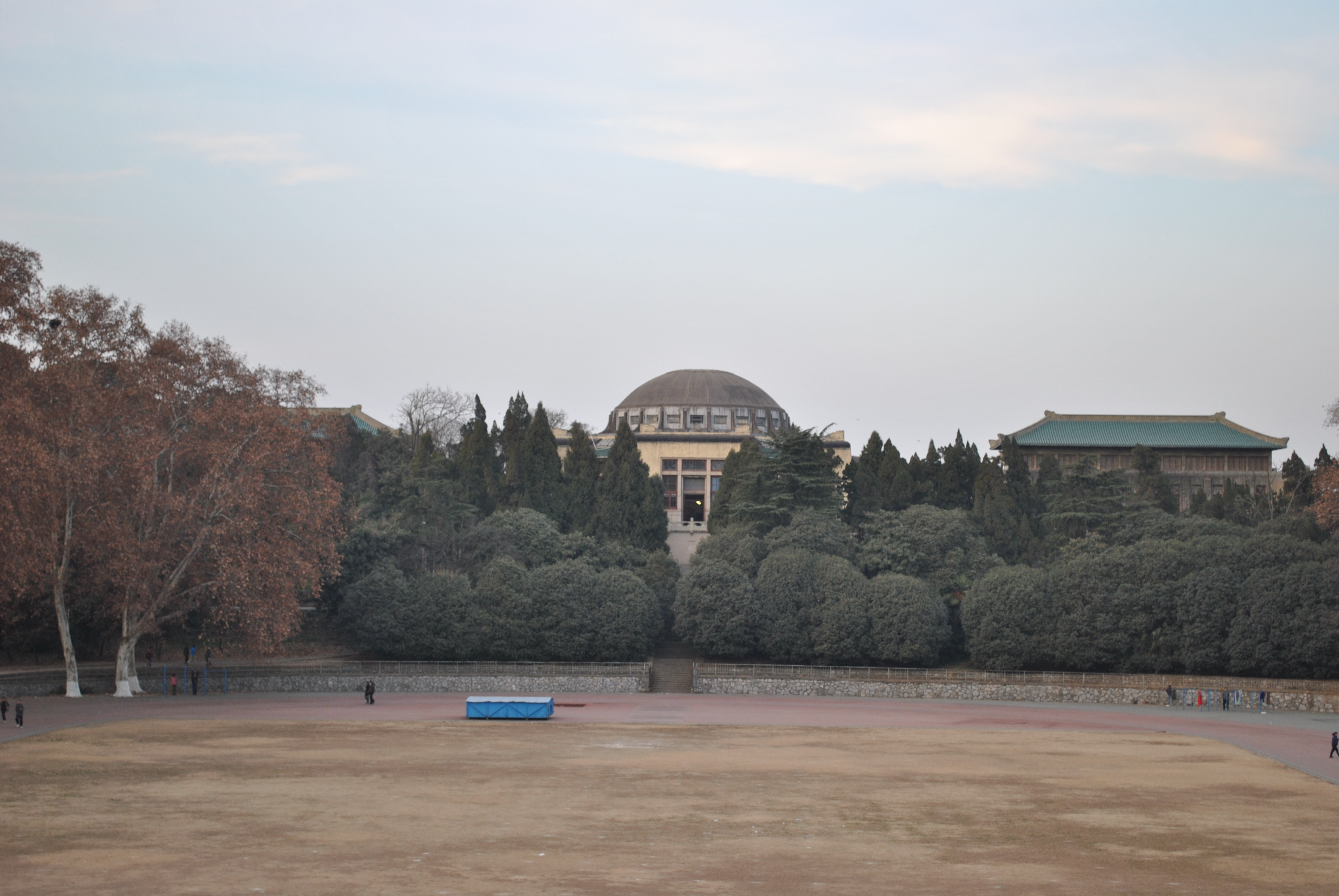
Antigua Facultad de Ciencias
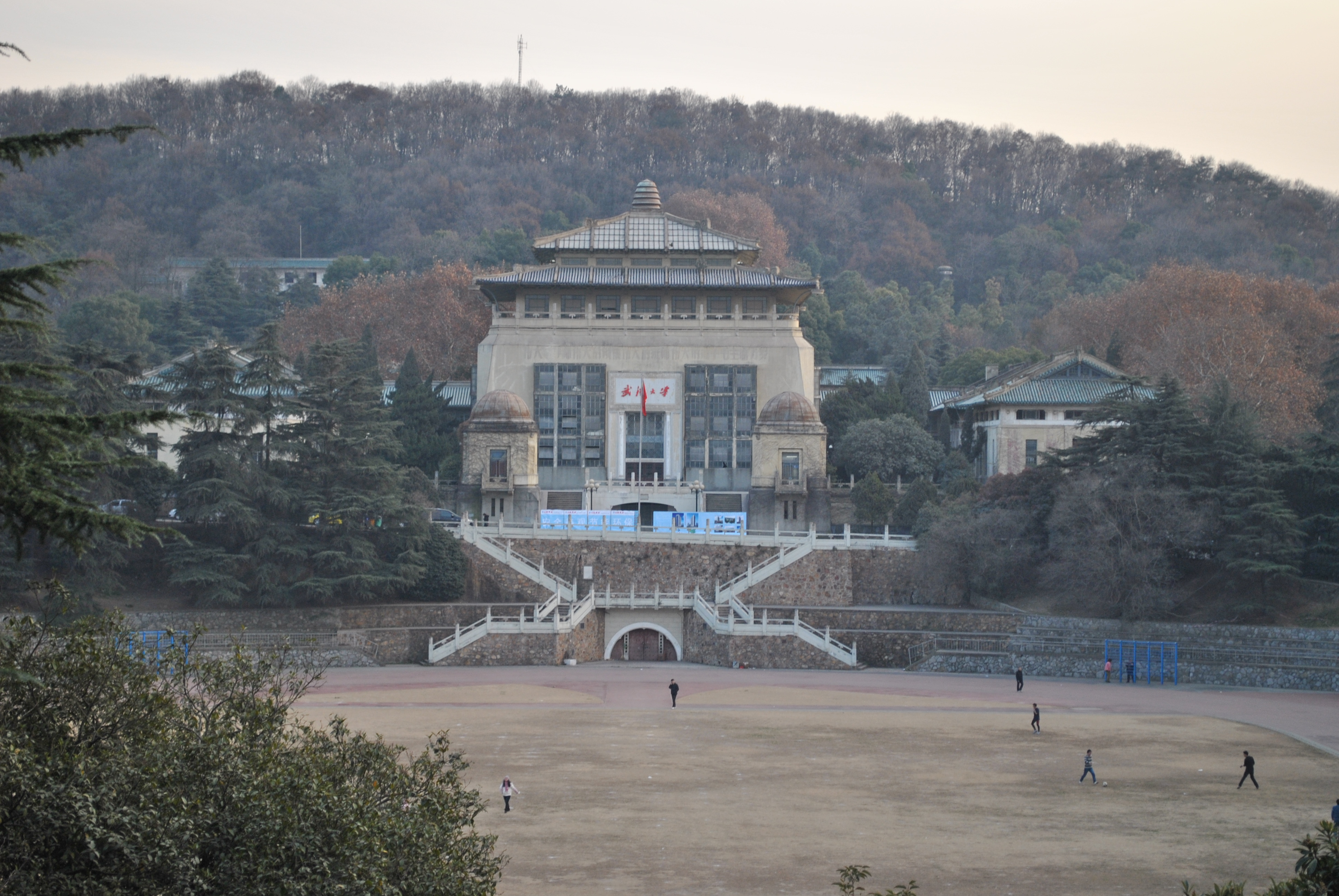
Edificio de Administración
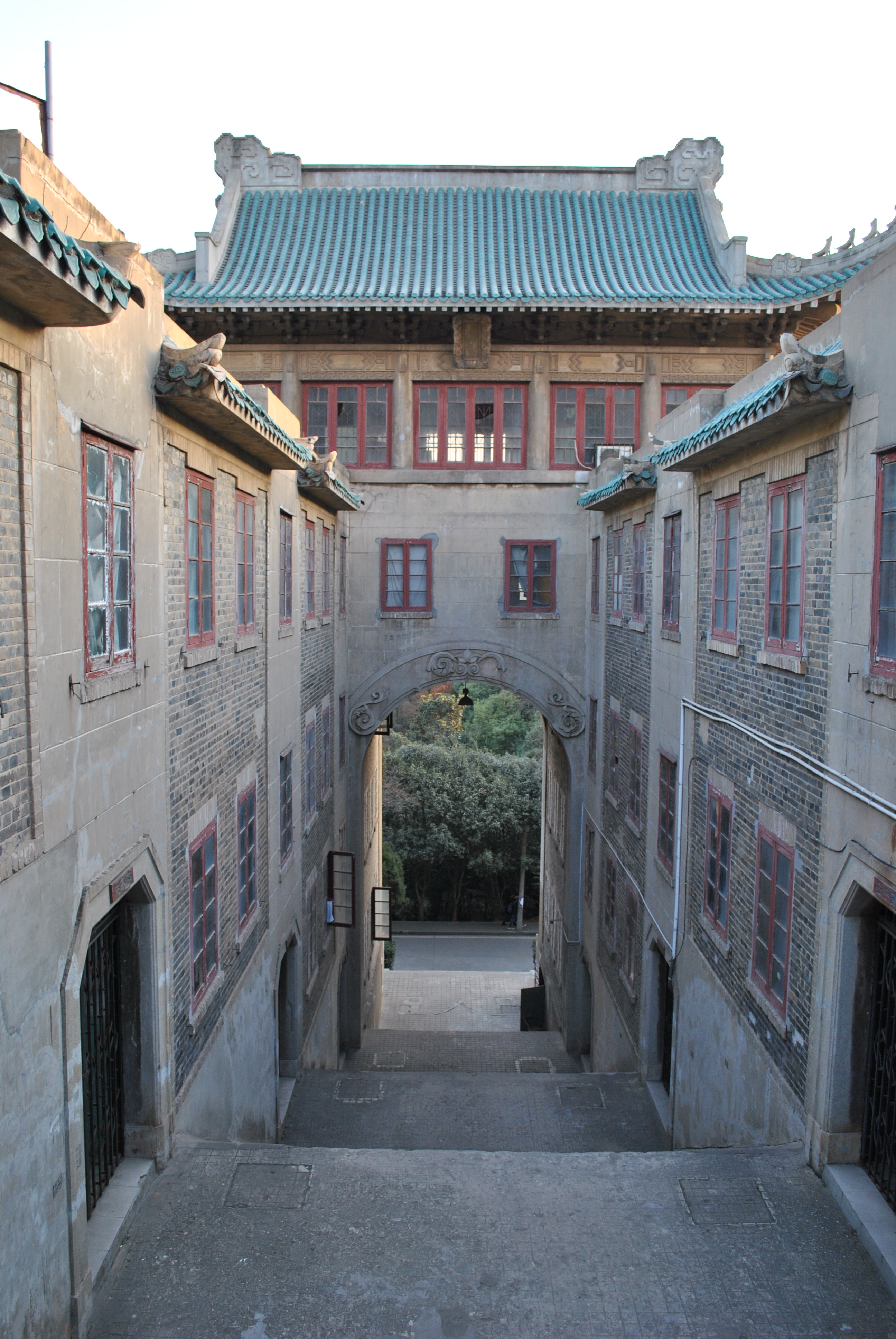
El ex del dormitorio para estudiantes varones
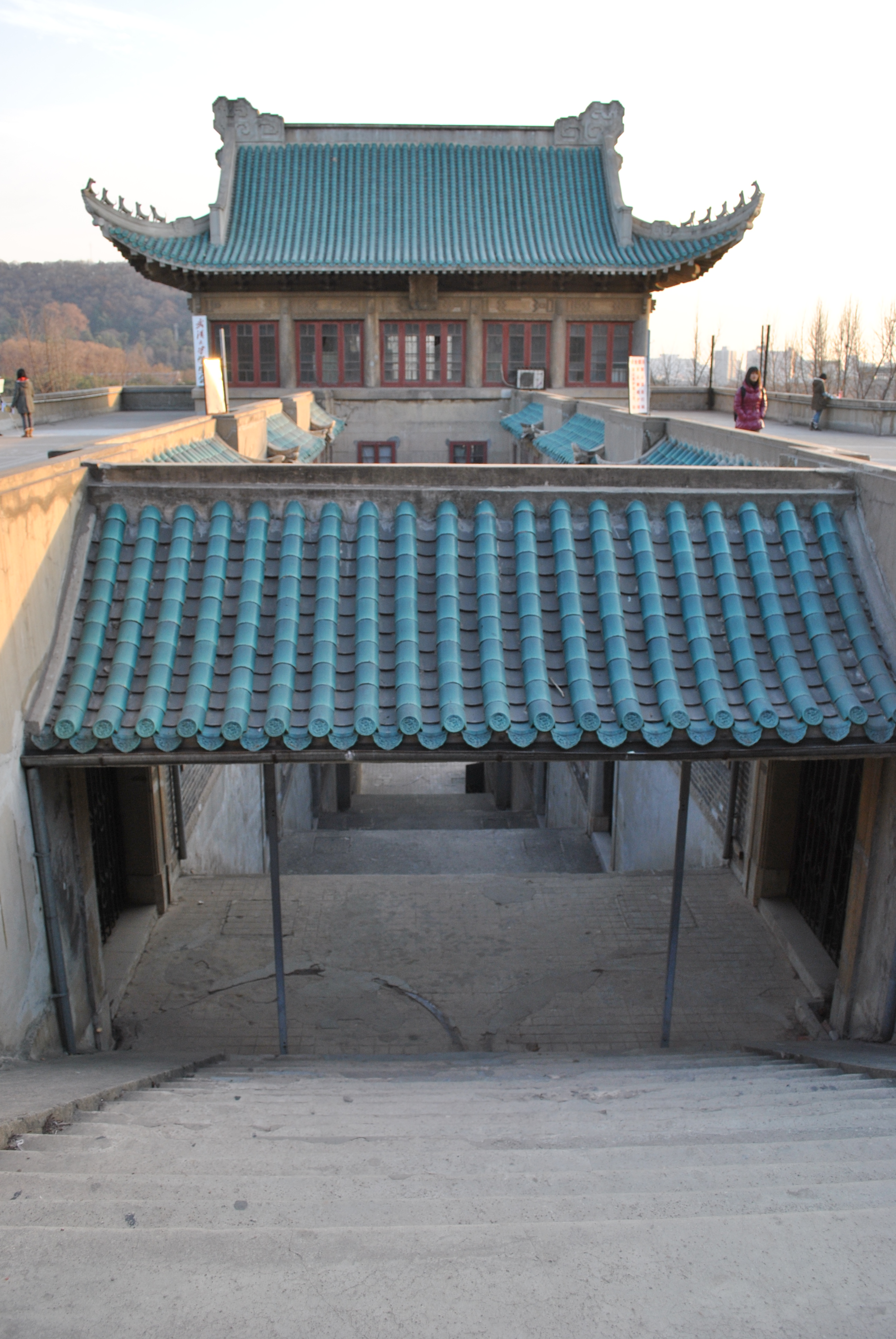
Azulejos azules en los tejados de Wuhan

## Alumnos notables
- Guo Moruo, autor chino, poeta, historiador, arqueólogo, y oficial del gobierno en Sichuan, China.
- Shen Congwen, escritor chino.
- Wen Yiduo, Poeta y erudito chino.
- Li Siguang, el fundador de la geomecánica china.
- Ling Shuhua, Escritor modernista chino cuyas historias corto se hizo popular durante las décadas de 1920 y 30.
- Wan Exiang, profesor de derecho internacional de la Universidad de Wuhan, vicepresidente de la Corte Suprema Popular de China, y vicepresidente del Comité Revolucionario del Kuomintang.
- Su Xuelin, Autor y erudito chino.
- Xiaokai Yang, Economista chino-australiano.
- Wang Tieya, un jurista chino eminente y exjuez del Tribunal Penal Internacional para la ex Yugoslavia.
- Li Haopei,  jurista chino, diplomático y académico.
- Chao Yao-dong, político taiwanés, economista y ex Ministro de Asuntos Económicos (1981–84).
- Wu Mi, uno de los fundadores de la literatura comparada china.
- Chi Li, escritora contemporánea china.
- Zheng Lihui, gimnasta chino, que fue parte del equipo chino que ganó la medalla de oro en la prueba por equipos en los Juegos Olímpicos de Verano 2000 en Sídney.
- Xiao Hailiang, buceador chino, que se convirtió en un campeón olímpico en la prueba de 3 m Trampolín Sincronizado en los Juegos Olímpicos de Verano 2000.
- Li Da, Filósofo marxista chino.
- Karim Massimov, primer ministro de Kazajistán (2007 – 2012).